# ستيفاني دورست
ستيفاني دورست (بالإنجليزية: Stephanie Durst)‏ هي منافسة ألعاب القوى أمريكية، ولدت في 11 أبريل 1982.

## وصلات خارجية
- ستيفاني دورست على موقع الاتحاد الدولي لألعاب القوى (الإنجليزية)
- ستيفاني دورست على موقع الدوري الماسي (الإنجليزية)